# Asturasoma fowleri
Asturasoma fowleri är en mångfotingart som beskrevs av Jean-Paul Mauriès 1981. Asturasoma fowleri ingår i släktet Asturasoma och familjen Origmatogonidae. Inga underarter finns listade i Catalogue of Life.